# Prawęcin
Prawęcin – wieś w Polsce, położona w województwie świętokrzyskim, w powiecie ostrowieckim, w gminie Kunów.
| SIMC    | Nazwa          | Rodzaj    |
| ------- | -------------- | --------- |
| 0247380 | Komorniki      | część wsi |
| 0247404 | Prawęcin Dolny | część wsi |
| 0247410 | Prawęcin Górny | część wsi |
| 0247427 | Trzecia Wieś   | osada     |

Były wsią benedyktynów świętokrzyskich w województwie sandomierskim w ostatniej ćwierci XVI wieku. W latach 1975–1998 miejscowość administracyjnie należała do województwa kieleckiego.